# Vareuptychia pieria
Vareuptychia pieria är en fjärilsart som beskrevs av Butler 1866. Vareuptychia pieria ingår i släktet Vareuptychia och familjen praktfjärilar. Inga underarter finns listade i Catalogue of Life.